# Michael (Glee)
Michael je jedenáctá epizoda třetí série amerického hudebního televizního seriálu Glee a v celkovém pořadí padesátá pátá epizoda tohoto seriálu. Napsal ji jeden z tvůrců Ryan Murphy, režíroval ji Alfonso Gomez-Rejon a poprvé se vysílala ve Spojených státech dne 31. ledna 2012 na televizním kanálu Fox. Epizoda slouží jako speciální pocta Michaelovi Jacksonovi a obsahuje osm jeho písní jako sólového umělce a jednu, kterou zpíval ve skupině The Jackson 5.
Recenze pro tuto epizodu byly velmi různorodé: někteří z kritiků nazvali epizodu jako nejlepší z celé sezóny a naproti tomu někteří byli docela kritičtí, ačkoliv většinou převládaly pozitivní ohlasy nad negativními. Mnoho recenzentů poznamenalo, že věnovací epizoda by měla mít lehkou zápletku a že cítili, že na tuto epizodu byl děj příliš složitý. Ale několik z nich poznamenalo, že řešila obvyklé dějové problémy, které byly i v jiných věnovacích epizodách vzdávajících poctu nějakému hudebnímu umělci.
Hudební vystoupení byly přijaty mnohem lépe a všechny z devíti vystoupení si vysloužili velkou chválu, včetně "Wanna Be Startin' Somethin'", "Human Nature", "Smooth Criminal" a "Scream". V poslední jmenované byly vyzdviženy taneční schopnosti Kevina McHala. Pět z písní—první tři nahoře jmenované plus "Bad" a "Black or White"—se umístily v hudebních žebříčcích Billboard Hot 100 a Canadian Hot 100, zatímco ostatní čtyři byly také vydány jako singly, ale v hitparádách se neumístily.
V původním vysílání epizodu sledovalo 9,07 milionů amerických diváků a získala 3,7/10 Nielsenova ratingu/podílu ve věkovém okruhu od osmnácti do čtyřiceti devíti let. Celková sledovanost této epizody se zvýšila o více než 20% oproti předchozí epizodě s názvem Ano/Ne.

## Děj epizody

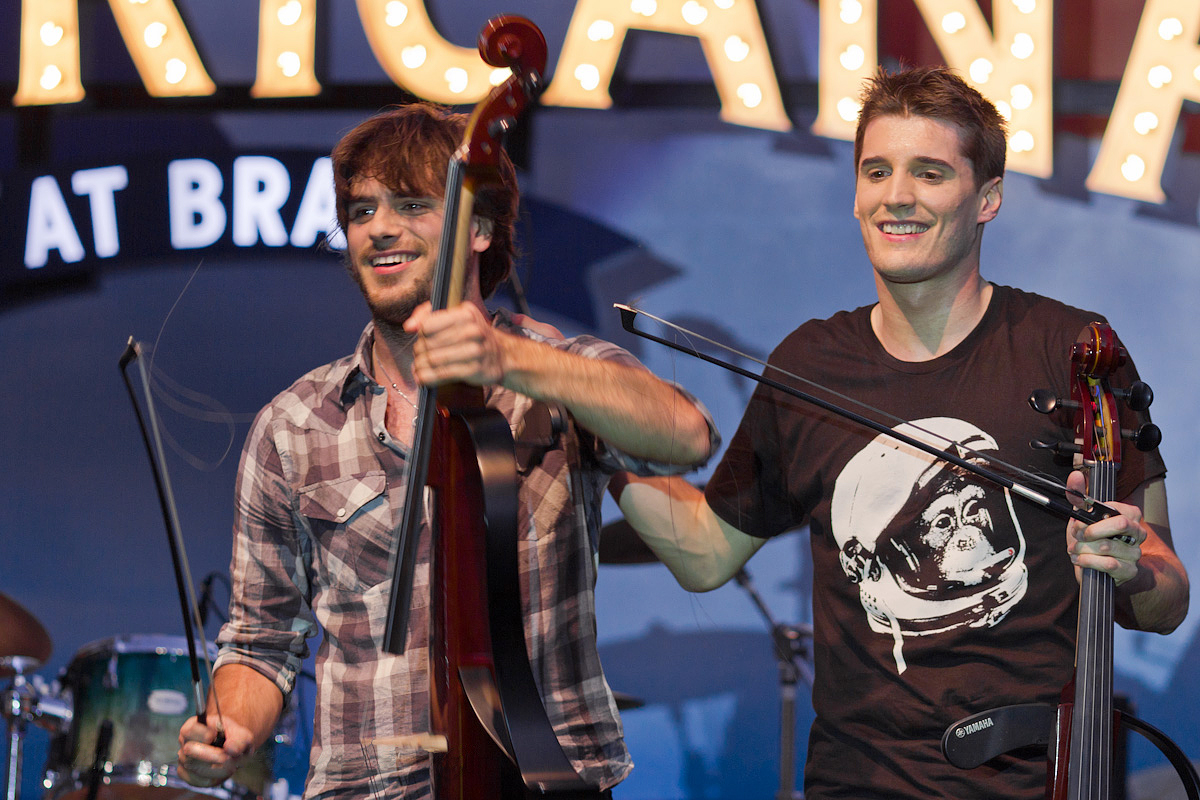
Hudební vystoupení "Smooth Criminal" obsahovalo instrumentální duo 2Cellos (Stjepan Hauser, vlevo a Luka Šulić, vpravo)

Členky sboru Mercedes (Amber Riley), Santana (Naya Rivera) a Brittany (Heather Morris) jsou zklamané, že zmeškaly svou šanci zpívat na výběrové soutěži sboru píseň od Michaela Jacksona, a tak vedoucí sboru Will Schuester (Matthew Morrison) řekne, že New Directions mohou v nadcházejícím regionálním kole opět zpívat píseň od Jacksona. Blaine (Darren Criss) vystupuje s písní "Wanna Be Startin' Somethin'", aby předvedl své navrhované číslo. Bohužel se o možnosti zpívat Jacksona zmíní před Sebastianem Smythem (Grant Gustin), novým hlavním zpěvákem sboru Slavíci z Daltonovy akademie a konkurenta na regionálním kole. Později Sebastian oznámí, že Slavíci, kteří budou v soutěži vystupovat dříve, budou také zpívat Jacksona. New Directions vyzve Slavíky na právo zpívat Jacksonovy písně a v noci se potkají v parkovací garáži, kde soutěží v písni "Bad". Na konci čísla chce Sebastian vylít ledovou tříšť na Kurta (Chris Colfer), ale do cesty mu nečekaně skočí Blaine a zásah tříští schytá přímo do obličeje on a je těžce raněn.
Finn (Cory Monteith) požádá Rachel (Lea Michele) o odpověď na jeho žádost o ruku, po třech dnech, co si brala na rozmyšlenou. Ona ale stáe není připravená a tak Finn souhlasí, že bude čekat déle. Rachel požádá Quinn (Dianna Agron) o radu a Quinn ji poradí, aby odmítla a nechala za sebou svou minulost. Quinn to tak učinila a byla přijata na Yaleovu univerzitu; zpívá "Never Can Say Goodbye" svým bývalým přítelům Puckovi (Mark Salling), Finnovi a Samovi (Chord Overstreet) a celému sboru. Sam pozve Mercedes do auly a požádá ji, aby si s ním zazpívala—nikdy ve sboru spolu neměli duet. Ona odmítá a začíná odcházet, ale když Sam začne zpívat první tóny písně "Human Nature", tak se k němu připojí. Po písni se políbí.
Po incidentu v garážích byla Blainova rohovka hluboce poškrábána a musí jít na operaci. Sbor se chce Sebastianovi pomstít; Kurt řekne, že by mohl být z Daltonovy akademii vyloučen, ale Will je požádá, aby to nechali vyřešit jejich školním systémem. Artie (Kevin McHale) to odmítá: je naštvaný, že se mu pořád říká, že se vše zlepší a řekne, že by se to mělo zlepšit už teď a odchází. Kurt stále touží po pomstě, ale nechce ji řešit násilnou cestou, a tak Santana jde na Daltonovu akademii, kde chce ze Sebastiana dostat, co přidal do ledové tříště, aby to zranilo Blaina. Sebastian ji vyzve na duel, píseň "Smooth Criminal". Po konci jejich duetu přizná, že do té ledové tříště přidal kamennou sůl a Santanu polije s již normální ledovou tříští. Santana tajně jeho slova nahrála a své důkazy přehraje před New Directions, kteří pozvou do školy Slavíky, aby jim předvedli, že Jacksonovu hudbu "chápou" lépe, zpívají "Black or White" a Slavíkům odhalí důkaz, že se Sebastian snažil zranit úmyslně jednoho z nich.
Kurtův otec Burt (Mike O'Malley) si bere Kurta ze třídy, aby mu předal dopis, který mu přišel z NYADY. Kurt obálku otevře a zjistí, že jeho žádost na školu byla přijata a je mezi finalisty na studium na škole; Burt je na svého syna velmi pyšný. Kurt tuto šťastnou novinu řekne Rachel, ale ta mu řekne, že svůj dopis s odpovědí ještě nedostala, předpokládá tedy, že ji nepřijali a odejde v slzách. Finn později zazpívá Rachel píseň "I Just Can't Stop Loving You" a ona mu řekne, že ho miluje a přijme jeho žádost o ruku. Rachel nakonec získá dopis od NYADY, je přijata a se šťastnými novinami ihned běží za Kurtem, ale ještě to neřekla Finnovi.

## Seznam písní
- "Wanna Be Startin' Somethin'"
- "Bad"
- "Scream"
- "Never Can Say Goodbye"
- "Human Nature"
- "Ben"
- "Smooth Criminal"
- "I Just Can't Stop Loving You"
- "Black or White"

## Hrají
| Dianna Agron      | Quinn Fabray          |
| Chris Colfer      | Kurt Hummel           |
| Darren Criss      | Blaine Anderson       |
| Jane Lynch        | Sue Sylvester         |
| Jayma Mays        | Emma Pillsburry       |
| Kevin McHale      | Artie Abrams          |
| Lea Michele       | Rachel Berry          |
| Cory Monteith     | Finn Hudson           |
| Heather Morris    | Brittany Pierce       |
| Matthew Morrison  | William Schuester     |
| Amber Riley       | Mercedes Jones        |
| Naya Rivera       | Santana Lopez         |
| Mark Salling      | Noah „Puck“ Puckerman |
| Harry Shum mladší | Mike Chang            |
| Jenna Ushkowitz   | Tina Cohen-Chang      |